# 1248
1248 (MCCXLVIII) fue un año bisiesto comenzado en miércoles del calendario juliano.

## Acontecimientos
- 20 de noviembre: en los Países Bajos, una marea ciclónica supera las dunas costeras en Callantsoog (Den Helder), inundando partes del norte de Holanda, Frisia y Groninga.
- 4 de diciembre: en la actual España, Alfonso X el Sabio, que en este año era príncipe de Castilla, conquista Alicante, que en ese momento estaba habitado por los árabes y su fortaleza recibe el nombre de "Santa Bárbara" por ser la festividad del día.
- 6 de diciembre, dos días después de la toma de la fortaleza, el príncipe Alfonso recibe las llaves de la ciudad de Alicante por lo que San Nicolás de Bari será nombrado patrón de la entonces villa castellana.
- 22 de diciembre: en la actual España, Fernando III entra en la conquistada Sevilla.
- 28 de diciembre: en los Países Bajos, una marea ciclónica (cinco semanas después de la anterior) supera las dunas costeras e inunda Holanda, Frisia y Groninga.

- Jaime I concede un privilegio por el que se constituye la Comunidad de Aldeas de Daroca.
- En Bolonia (Italia) se escribe la Carta de Bolonia (o Estatutos bolonieses), el documento masónico original más antiguo que se conoce.

## Nacimientos
- Blanca de Artois, reina navarra.
- Otón IV de Borgoña, aristócrata francés.

## Fallecimientos
- Guyuk: líder mongol, tercer khaghan del imperio.
- Subotai Ba'atur, estratega y teniente del rey mongol Genghis Khan.
- 4 de enero: Sancho II, rey portugués (n. 1207).